# Moenkhausia leucopomis
Moenkhausia leucopomis és una espècie de peix de la família dels caràcids i de l'ordre dels caraciformes.

## Distribució geogràfica
Es troba a Sud-amèrica: riu Rupununi, Guyana.